# Fontana (stacja metra)
Fontana – stacja metra w Barcelonie, na linii 3. Stacja została otwarta w 1925.